# Asashio (1937)
El Asashio (朝潮 marea alta matinal?) fue el primer destructor de la clase Asashio, a la que daba nombre. Sirvió en la Armada Imperial Japonesa durante la Segunda Guerra Mundial. 

## Historia
El 3 de marzo de 1943, el Asashio escoltaba a un convoy de tropas desde Rabaul a Lae. En la batalla del Mar de Bismarck, el convoy fue diezmado por ataques aéreos Aliados. Tras evitar las primeras oleadas, el Asashio fue alcanzado por bombas mientras intentaba rescatar supervivientes del destructor Arashio y el transporte especial Nojima. Se hundió con toda su tripulación y los supervivientes previamente recogidos, a 85 kilómetros al sureste de Finschhafen, Nueva Guinea, en la posición 7°15′N 148°15′E / 7.250, 148.250.